# ركوب الدراجات في الألعاب الأولمبية الصيفية 2020 - سباق الزمن على الطريق للسيدات
ركوب الدراجات في الألعاب الأولمبية الصيفية 2020 - سباق الزمن على الطريق للسيدات هو سباق دراجات هوائية أقيم في 28 يوليو 2021 وامتدّ لمسافة 22.1 كيلومتر، وهو أحد سباقات ركوب الدراجات في الألعاب الأولمبية الصيفية 2020 ‏.
فاز فيه بالمركز الأول أنيميك فان فليوتن، وبالمركز الثاني مارلين رويسر، وبالمركز الثالث أنا فان دير بريغين.

## الفرق
| فرق وطنية (20)- فريق جنوب أفريقيا لركوب الدراجات للسيدات 2021‏ - فريق ألمانيا لركوب الدراجات للسيدات 2021‏ - فريق أستراليا لركوب الدراجات للسيدات 2021‏ - فريق بلجيكا لركوب الدراجات للسيدات 2021 ‏ - فريق روسيا البيضاء لركوب الدراجات للسيدات 2021 ‏ - فريق كندا لركوب الدراجات للسيدات 2021‏ - فريق الدنمارك لركوب الدراجات للسيدات 2021 ‏ - فريق الرياضيين الأولمبيين اللاجئين في الألعاب الأولمبية - فريق إسبانيا لركوب الدراجات للسيدات 2021 ‏ - فريق الولايات المتحدة لركوب الدراجات للسيدات 2021‏ - فريق فرنسا لركوب الدراجات للسيدات 2021 ‏ - بريطانيا - فريق إسرائيل لسباق الدراجات على الطريق للسيدات 2021‏ - فريق إيطاليا لركوب الدراجات للسيدات 2021‏ - فريق اليابان لركوب الدراجات للسيدات 2021‏ - فريق لوكسمبورغ لسباق الدراجات على الطريق للسيدات 2021‏ - فريق النرويج لركوب الدراجات للسيدات 2021 ‏ - فريق هولندا لركوب الدراجات للسيدات 2021 ‏ - فريق بولندا لركوب الدراجات للسيدات 2021‏ - فريق سويسرا لركوب الدراجات للسيدات 2021 ‏ |  |
| |  |

## التصنيف العام النهائي
| التصنيف العام         | التصنيف العام            | التصنيف العام    | التصنيف العام                                         | التصنيف العام   |
| العداء                | العداء                   | البلد            | الفريق                                                | الوقت           |
| --------------------- | ------------------------ | ---------------- | ----------------------------------------------------- | --------------- |
| 1                     | أنيميك فان فليوتن        | هولندا           | هولندا                                                | 30 دقيقة 13 ث   |
| 2                     | مارلين رويسر             | سويسرا           | سويسرا                                                | + 56 ث          |
| 3                     | أنا فان دير بريغين       | هولندا           | هولندا                                                | + 1 دقيقة 01 ث  |
| 4                     | غريس براون               | أستراليا         | أستراليا                                              | + 1 دقيقة 08 ث  |
| 5                     | أمبر نبين                | الولايات المتحدة | الولايات المتحدة                                      | + 1 دقيقة 12 ث  |
| 6                     | ليزا برينور              | ألمانيا          | ألمانيا                                               | + 1 دقيقة 57 ث  |
| 7                     | كلو ديجيرت               | الولايات المتحدة | الولايات المتحدة                                      | + 2 دقيقة 16 ث  |
| 8                     | آشلي مولمان              | جنوب أفريقيا     | جنوب أفريقيا                                          | + 2 دقيقة 24 ث  |
| 9                     | جولييت لابوس             | فرنسا            | فرنسا                                                 | + 2 دقيقة 28 ث  |
| 10                    | إليسا ونغو بورغيني       | إيطاليا          | إيطاليا                                               | + 2 دقيقة 47 ث  |
| 11                    | Sarah Gigante ‏           | أستراليا         | أستراليا                                              | + 2 دقيقة 48 ث  |
| 12                    | ليا كيرشمان              | كندا             | كندا                                                  | + 2 دقيقة 48 ث  |
| 13                    | ليزا كلاين               | ألمانيا          | ألمانيا                                               | + 2 دقيقة 48 ث  |
| 14                    | كارول آن كانويل          | كندا             | كندا                                                  | + 2 دقيقة 54 ث  |
| 15                    | Omer Shapira ‏            | إسرائيل          | إسرائيل                                               | + 3 دقيقة 02 ث  |
| 16                    | ألينا أمياليوسيك         | بيلاروسيا        | بيلاروسيا                                             | + 3 دقيقة 07 ث  |
| 17                    | إيما نورسجارد يورجنسن    | الدنمارك         | الدنمارك                                              | + 3 دقيقة 36 ث  |
| 18                    | Anna Shackley ‏           | المملكة المتحدة  | المملكة المتحدة                                       | + 4 دقيقة 00 ث  |
| 19                    | Julie Van de Velde ‏      | بلجيكا           | بلجيكا                                                | + 4 دقيقة 10 ث  |
| 20                    | Katrine Aalerud ‏         | النرويج          | النرويج                                               | + 4 دقيقة 19 ث  |
| 21                    | كريستين ماجروس           | لوكسمبورغ        | لوكسمبورغ                                             | + 4 دقيقة 20 ث  |
| 22                    | Eri Yonamine ‏            | اليابان          | اليابان                                               | + 4 دقيقة 21 ث  |
| 23                    | مارغريتا فيكتوريا غارسيا | إسبانيا          | إسبانيا                                               | + 4 دقيقة 26 ث  |
| 24                    | Anna Plichta ‏            | بولندا           | بولندا                                                | + 4 دقيقة 43 ث  |
| 25                    | معصومة علي زاده ‏         | أفغانستان        | Refugee Olympic Team men's national road cycling team | + 13 دقيقة 50 ث |
| مصدر: ProCyclingStats |                          |                  |                                                       |                 |

## وصلات خارجية
- لمحة عن سباق ركوب الدراجات في الألعاب الأولمبية الصيفية 2020 - سباق الزمن على الطريق للسيدات على موقع  ProCyclingStats   (برو  سايكلنج  ستاتس) - إحصاءات  محترفي  الدراجات.
- ركوب الدراجات في الألعاب الأولمبية الصيفية 2020 - سباق الزمن على الطريق للسيدات على موقع إحصائيات الدراجات الإحترافية (الإنجليزية)
- ركوب الدراجات في الألعاب الأولمبية الصيفية 2020 - سباق الزمن على الطريق للسيدات على موقع أوليمبيديا (الإنجليزية)